# مردم و جامعه
مردم و جامعه یکی از مجلات حامی اصلاح طلبان نظیر مهدی کروبی و میرحسین موسوی بود که با خط مشی‌ای شبیه چلچراغ اما کمی سیاسی‌تر هر هفته منتشر می‌شد و سرانجام در اردیبهشت سال ۱۳۸۸ توقیف شد.

## منبع‌ها
1. ↑  روزنامه اعتماد88/2/26: هفته نامه مردم و جامعه لغو امتیاز شد